# Roberto Dore
Roberto Dore (Gonnostramatza, 29 marzo 1960 – Cagliari, 12 dicembre 2013) è stato un calciatore italiano, di ruolo portiere.

## Carriera
Conta 2 presenze in Serie A con il Cagliari (una nella stagione 1981-1982 e l'altra in quella successiva, in entrambi i casi senza incassare reti) e 59 presenze in Serie B con le maglie di Parma, ancora Cagliari, Messina e Ternana.
È morto improvvisamente nel 2013 all'età di 53 anni, a seguito di un infarto.

## Palmarès
- Campionato italiano Serie C1: 2

Parma: 1983-1984 (girone A)
Ternana: 1991-1992 (girone B)